# Siegelsdorf (Gemeinde Wolfsberg)

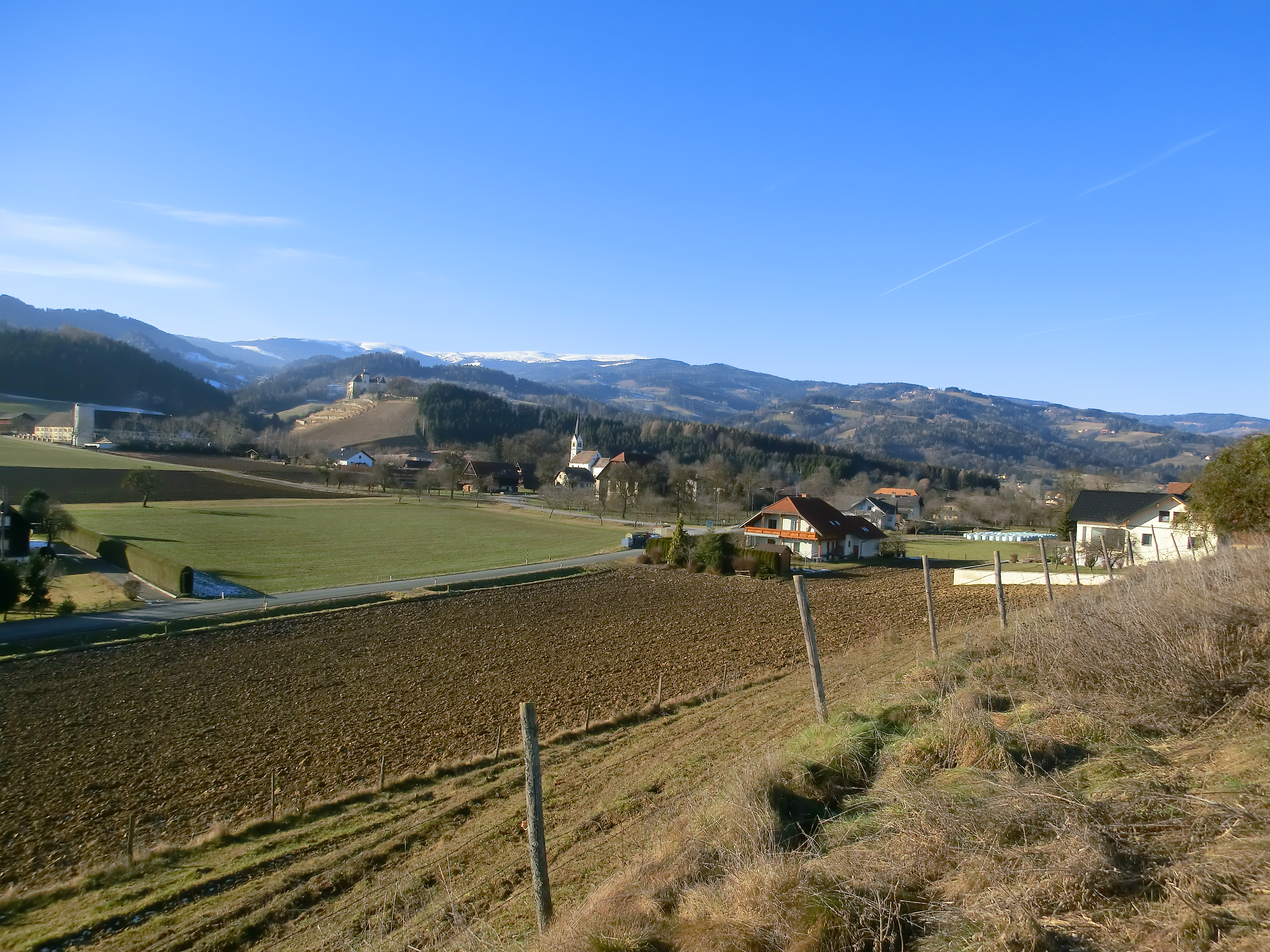
Siegelsdorf mit Schloss Thürn im Hintergrund

Siegelsdorf ist ein Ort im Lavanttal in Kärnten, in Österreich. Er gehört zur Katastralgemeinde Thürn in der Stadtgemeinde Wolfsberg. Am 1. Jänner 2024 hatte Siegelsdorf 213 Einwohner.

## Geographie
Der Ort befindet sich etwa fünf Kilometer südwestlich des Stadtzentrums von Wolfsberg am Westrand des Lavanttales. Das auf 480 m.ü.A. gelegene Dorf wird vom Reisberger Bach durchflossen.

## Geschichte
Siegelsdorf wurde erstmals im Jahr 1184 urkundlich erwähnt. 

## Bauwerke
Das Dorf wird vom Schloss Thürn überragt, das sich in Privatbesitz befindet. Ursprünglich als gotische Burg errichtet, wurde der Ansitz unter einem Herrn von Eibiswald um 1580 in ein Schloss mit Renaissance-Charakter umgebaut. Am Südhang unterhalb des Schlosses befindet sich ein alter Weingarten, in dem noch heute Wein angebaut wird. Sehenswert sind Kragsteine, Stiegenaufgänge, Balkendecken, das Zugbrückentor und die Reste gotischer Wandmalereien.
Die barocke Kirche in Siegelsdorf, die dem heiligen Nikolaus geweiht ist, wurde 1480 bei einem Türkeneinfall niedergebrannt, anschließend wiedererrichtet und im 17. Jahrhundert nochmals grundlegend umgebaut. Der Hochaltar stammt aus dem 17. Jahrhundert und zeigt eine Schnitzgruppe mit Kruzifix, Maria und Johannes. Die Siegelsdorfer Kirche ist eine Filialkirche der Pfarre St. Marein.